# Babirussa de Buru
La babirussa de Buru (Babyrousa babyrussa) és un súid, animal semblant a un porc, originari de Buru i les illes Sula (Indonèsia). Tradicionalment, aquesta espècie relativament petita ha inclòs les altres babirusses com a subespècies, però més recentment se les ha començat a considerar espècies distintes basant-se en diferències en la seva morfologia. La babirussa de Buru té un pelatge relativament llarg i espès, una característica que no es dona en les altres babirusses vivents.